# Michael Herzog (embajador)
Michael Herzog (en hebreo : מיכאל (מייק) הרצוג, nacido el 15 de julio de 1952) es un diplomático israelí y militar retirado que fue nombrado embajador de Israel en los Estados Unidos en noviembre de 2021.

## Biografía
Michael (Mike) Herzog es el hijo de Chaim Herzog, el sexto presidente de Israel. La madre de Herzog es Aura Herzog. Su abuelo paterno fue Yitzhak HaLevi Herzog, el rabino jefe de Irlanda e Israel. Su tío, Yaakov Herzog, se desempeñó como embajador de Israel en Canadá. Su hermano menor, Isaac Herzog, es el undécimo presidente de Israel.
Herzog está casado con Shirin Herzog (de soltera Halperin), abogada, con quien tiene dos hijos.

## Carrera militar
Herzog sirvió como general en las Fuerzas de Defensa de Israel. Fue secretario militar de Shaul Mofaz y Ehud Barak cuando se desempeñaron como ministros de defensa.

## Carrera diplomática
Antes de su nombramiento como embajador, fue Representante Permanente de Israel ante las Naciones Unidas. En 2021, fue designado por el primer ministro de Israel, Naftali Bennett, en reemplazo de Gilad Erdan, quien continúa sirviendo como embajador ante la ONU. Investigador en el campo de las relaciones entre Israel y Medio Oriente, ha sido miembro del grupo de expertos del Washington Institute for Near East Policy y participó en las negociaciones de paz de 2013-2014 entre Israel y los palestinos.